# První kategorie 1920/1921
Soutěžní ročník  Prima Categoria 1920/21 byl 20. ročník nejvyšší italské fotbalové ligy, který se konal od 10. října 1920 do 24. července 1921.

## Události
Navzdory závazkům, které se federace na prvních poválečných schůzkách zavázala k racionalizaci turnaje a redukci zúčastněných klubech, se naopak v roce 1920 podařilo oblastním výborům a malým týmům dosáhnout dalšího rozšíření turnaje, který dosáhl kolosálních rozměrů. Celkem nastoupilo do turnaje 88 klubů. Ty byli rozděleny opět na Severní a Středo jižní část. V Severní části bylo 64 klubů rozděleno podle geografie do celkem 13 skupin. Poté následovalo semifinálové skupiny a poté vzešel vítěz, který se utkal z vítězem z Středo jižní části, která sčítala 24 klubů, rozdělených do 4 skupin. Také tady následovalo semifinále a poté vzešel vítěz.
Zápas o mistrovský titul odehrálo Pro Vercelli a Pisa. utkání se konalo 24. července na neutrální půdě v Turíně. Utkání vyhrálo Pro Vercelli 2:1, ale neměli to jednoduché. Protože od začátku utkání hráli bez jednoho hráče, který se před zápasem zranil (v té době neexistovalo žádné střídání). Nejlepším hráčem podle tehdejšího tisku byl brankář Pise Mario Gianni. Utkání rozhodl v 63. minutě Rampini. Proti vstřelené brance protestovali hráči Pise. Poté dostali dvě červené karty a zápas dohrávali v devíti. Po skončení zápasu se vedení Pise rozhodlo protestovat, ale federace to zamítla a tak Pro Vercelli získalo již šestý titul v lize.

## Severní část

### Účastníci

#### Emilia
| Klub             | Město         | Stadion                   | Trenér             |
| ---------------- | ------------- | ------------------------- | ------------------ |
| Boloňa           | Boloňa        | Stadio Sterlino           | Hermann Felsner    |
| Capri            | Carpi         | Campo del Foro Boario     | Karl Hort          |
| Virtus Bolognese | Boloňa        | –                         | Technická komise   |
| Mantova          | Mantova       | Campo Ippodromo Te        | Guglielmo Reggiani |
| Modena           | Modena        | Campo di viale Fontanelli | Arthur Archer      |
| Nazionale Emilia | Boloňa        | Campo della Cesoia        | Technická komise   |
| SPAL             | Ferrara       | Campo di Piazza d'Armi    | Carlo Marchiandi   |
| Parma            | Parma         | Piazza d'armi             | Percy Humphrey     |
| Piacenza         | Piacenza      | Campo Barriera Genova     | Technická komise   |
| Reggiana         | Reggio Emilia | Piazza d'armi             | Karl Stürmer       |

#### Ligurie
| Klub            | Město          | Stadion                       | Trenér           |
| --------------- | -------------- | ----------------------------- | ---------------- |
| Andrea Doria    | Janov          | Campo sportivo della Cajenna  | Technická komise |
| Janov           | Janov          | Campo di via del Piano        | William Garbutt  |
| Rivarolese      | Janov          | Campo "Torbella"              | Technická komise |
| Sampierdarenese | Sampierdarena  | Stadio di Villa Scassi        | Technická komise |
| Savona          | Savona         | Campo di via Frugoni          | Technická komise |
| Sestrese        | Sestri Ponente | Campo sportivo di via Tripoli | Technická komise |
| Spes            | Janov          | Campo di via del Piano        | Technická komise |
| Spezia          | La Spezia      | Stadio Alberto Picco          | Technická komise |

#### Lombardie
| Klub                | Město              | Stadion                        | Trenér           |
| ------------------- | ------------------ | ------------------------------ | ---------------- |
| Atalanta            | Bergamo            | Stadium della Clementina       | Technická komise |
| Ausonia Pro Gorla   | Gorla              | Campo Pro Gorla                | Technická komise |
| Brescia             | Brescia            | Stadio di via Cesare Lombroso  | Antonín Fivebr   |
| Casteggio           | Casteggio          | –                              | Technická komise |
| Cremonese           | Cremona            | Campo di via Persico           | Attilio Tornetti |
| Chiasso             | Chiasso            | Campo di Mornello a Maslianico | Technická komise |
| Como                | Como               | Campo di via dei Mille         | Technická komise |
| Enotria             | Milán              | Campo di via Colletta          | Technická komise |
| Inter               | Milán              | Campo di via Goldoni           | Technická komise |
| Juventus Italia     | Milán              | Campo del "Bersaglio"          | Technická komise |
| Legnanesi           | Legnano            | Campo di via Lodi              | Technická komise |
| Legnano             | Legnano            | Campo di via Lodi              | Adamo Bonacina   |
| Libertas            | Milán              | Campo di via Bersaglio         | Technická komise |
| Milán               | Milán              | Campo di viale Lombardia       | Guido Moda       |
| Milanese            | Milán              | Campo di viale Lombardia       | Aldo Molinari    |
| Monza               | Monza              | Campo delle Grazie Vecchie     | Technická komise |
| Nazionale Lombardia | Milán              | Campo della Baggina            | Technická komise |
| Pavia               | Pavia              | Campo Velodromo                | Technická komise |
| Pro Patria          | Busto Arsizio      | Stadium di via Valle Olona     | Carlo Capra      |
| Pro Sesto           | Sesto San Giovanni | Campo di via Carducci          | Technická komise |
| Saronno             | Saronno            | Campo di via Milano            | Technická komise |
| Stelvio             | Milán              | Campo di via Candiani          | Technická komise |
| Trevigliese         | Treviglio          | Campo di via Milano            | Technická komise |
| Varese              | Varese             | Campo delle Bettole            | Technická komise |

#### Piemont
| Klub          | Město             | Stadion                      | Trenér           |
| ------------- | ----------------- | ---------------------------- | ---------------- |
| Alessandria   | Alessandria       | Campo degli Orti             | Percy Humphreys  |
| Amatori Turín | Turín             | Campo di via Rivalta         | Technická komise |
| Biellese      | Biella            | Motovelodromo Lanzone        | Technická komise |
| Carignano     | Carignano         | –                            | Technická komise |
| Casale        | Casale Monferrato | Stadio Natale Palli          | Technická komise |
| Juventus      | Turín             | Stadio di Corso Sebastopoli  | Technická komise |
| Novara        | Novara            | Campo di via Lombroso        | Technická komise |
| Pastore       | Turín             | Campo di corso Peschiera     | Technická komise |
| Pro Vercelli  | Vercelli          | Campo piazza Conte di Torino | Guido Ara        |
| Turín         | Turín             | Campo Stradale Stupinigi     | Vittorio Pozzo   |
| Torinese      | Turín             | Campo Stradale Stupinigi     | Technická komise |
| Valenzana     | Valenza           | Campo di Porta Alessandria   | Technická komise |

#### Benátsko
| Klub             | Město   | Stadion                            | Trenér              |
| ---------------- | ------- | ---------------------------------- | ------------------- |
| Benátky          | Benátky | Stadio Pier Luigi Penzo            | Technická komise    |
| Bentegodi Verona | Verona  | Campo di piazza Cittadella         | Technická komise    |
| Dolo             | Dolo    | –                                  | Technická komise    |
| Padova           | Padova  | Velodromo Giovanni Monti           | Ernesto Peyer       |
| Petrarca         | Padova  | Campo della Pensione Universitaria | Technická komise    |
| Schio            | Schio   | –                                  | Technická komise    |
| Treviso          | Treviso | Campo di Santa Maria del Rovere    | Luigi Righetti      |
| Udinese          | Udine   | Campo Polisportivo Moretti         | Technická komise    |
| Verona           | Verona  | Campo di Borgo Venezia             | Alessandro Bascheni |
| Vicenza          | Vicenza | Campo di San Felice                | Giulio Fasolo       |

### Kvalifikační skupiny

#### Emilia

##### Skupina A
| Poř. | Tým      | Z | V | R | P | VG | OG | B  |
| ---- | -------- | - | - | - | - | -- | -- | -- |
| 1.   | Modena   | 8 | 6 | 1 | 1 | 28 | 7  | 13 |
| 2.   | Parma    | 8 | 5 | 1 | 2 | 27 | 13 | 11 |
| 3.   | Piacenza | 8 | 3 | 3 | 2 | 19 | 18 | 9  |
| 4.   | Reggiana | 8 | 1 | 2 | 5 | 7  | 29 | 4  |
| 5.   | Carpi    | 8 | 1 | 1 | 6 | 14 | 28 | 3  |

|  | Postup do Finále regionu a přímý postup do semifinále |
|  | Zápas o 3. místo v regionu a o postup do semifinále   |

Poznámky
- Z = Odehrané zápasy; V = Vítězství; R = Remízy; P = Prohry; VG = Vstřelené góly; OG = Obdržené góly; B = Body
- za výhru 2 body, za remízu 1 bod, za prohru 0 bodů.

###### Výsledková tabulka
|          | Carpi | Modena | Parma | Piacenza | Reggiana |
| -------- | ----- | ------ | ----- | -------- | -------- |
| Carpi    | –     | 1:2    | 1:3   | 1:6      | 7:0      |
| Modena   | 6:0   | –      | 3:0   | 3:0      | 6:0      |
| Parma    | 6:0   | 4:1    | –     | 4:1      | 5:1      |
| Piacenza | 4:3   | 2:2    | 3:3   | –        | 2:1      |
| Reggiana | 1:1   | 0:5    | 3:2   | 1:1      | –        |

##### Skupina B
| Poř. | Tým              | Z | V | R | P | VG | OG | B  |
| ---- | ---------------- | - | - | - | - | -- | -- | -- |
| 1.   | Boloňa           | 8 | 7 | 1 | 0 | 25 | 5  | 15 |
| 2.   | Mantova          | 8 | 5 | 2 | 1 | 14 | 6  | 12 |
| 3.   | SPAL             | 8 | 2 | 3 | 3 | 6  | 14 | 7  |
| 4.   | Virtus Bolognese | 8 | 2 | 1 | 5 | 8  | 15 | 5  |
| 5.   | Nazionale Emilia | 8 | 0 | 1 | 7 | 4  | 17 | 1  |

|  | Postup do Finále regionu a přímý postup do semifinále |
|  | Zápas o 3. místo v regionu a o postup do semifinále   |

Poznámky
- Z = Odehrané zápasy; V = Vítězství; R = Remízy; P = Prohry; VG = Vstřelené góly; OG = Obdržené góly; B = Body
- za výhru 2 body, za remízu 1 bod, za prohru 0 bodů.

###### Výsledková tabulka
|             | Boloňa | Mantova | Naz. Emilia | SPAL | Bolognese |
| ----------- | ------ | ------- | ----------- | ---- | --------- |
| Boloňa      | –      | 2:1     | 4:1         | 6:0  | 2:1       |
| Mantova     | 1:1    | –       | 1:0         | 1:1  | 4:1       |
| Naz. Emilia | 1:4    | 0:1     | –           | 1:1  | 1:3       |
| SPAL        | 0:3    | 0:2     | 2:0         | –    | 1:0       |
| Bolognese   | 0:3    | 1:3     | 1:0         | 1:1  | –         |

##### Finále regionu Emilia

###### Výsledky
| 1. zápas 6. únor 1921 | Boloňa | 10 – 1 | Modena | Boloňa |  |  |
|                       |        |        |        |        |  |  |
|                       |        |        |        |        |  |  |

| 2. zápas 13. březen 1921 | Modena | 1 – 0 | Boloňa | Modena |  |  |
|                          |        |       |        |        |  |  |
|                          |        |       |        |        |  |  |

| 3. zápas 3. duben 1921 | Boloňa | 1 – 0 | Modena | Ferrara |  |  |
|                        |        |       |        |         |  |  |
|                        |        |       |        |         |  |  |

Poznámka
- Klub Boloňa vyhrál regionální finále. Do semifinále Severní části postoupili oba kluby.

##### O 3. místo regionu Emilia

###### Výsledky
| 1. zápas 2. únor 1921 | Parma | 0 – 1 | Mantova | Parma |  |  |
|                       |       |       |         |       |  |  |
|                       |       |       |         |       |  |  |

| 2. zápas 20. únor 1921 | Mantova | 4 – 0 | Parma | Mantova |  |  |
|                        |         |       |       |         |  |  |
|                        |         |       |       |         |  |  |

Poznámka
- Klub Mantova obsadil 3. místo v regionu Emilia a postoupil do semifinále Severní části.

#### Ligurie
| Poř. | Tým             | Z  | V | R | P  | VG | OG | B  |
| ---- | --------------- | -- | - | - | -- | -- | -- | -- |
| 1.   | Andrea Doria    | 14 | 9 | 4 | 1  | 33 | 9  | 22 |
| 2.   | Janov           | 14 | 8 | 3 | 3  | 23 | 8  | 19 |
| 3.   | Spezia          | 14 | 6 | 5 | 3  | 17 | 9  | 17 |
| 4.   | Savona          | 14 | 6 | 5 | 3  | 15 | 12 | 17 |
| 5.   | Sampierdarenese | 14 | 7 | 2 | 5  | 17 | 15 | 16 |
| 6.   | Spes            | 14 | 5 | 2 | 7  | 16 | 27 | 12 |
| 5.   | Sestrese        | 14 | 2 | 5 | 7  | 11 | 23 | 9  |
| 6.   | Rivarolese      | 14 | 0 | 0 | 14 | 3  | 32 | 0* |

|  | Postup do semifinále Severní části |

Poznámky
- Z = Odehrané zápasy; V = Vítězství; R = Remízy; P = Prohry; VG = Vstřelené góly; OG = Obdržené góly; B = Body
- za výhru 2 body, za remízu 1 bod, za prohru 0 bodů.
- Klub Andrea Doria vyhrál v regionu Ligurie.
- Klub Rivarolese byl po incidentech během utkání proti Savoně diskvalifikován a zbývající zápasy byli kontumovány.

##### Výsledková tabulka
|                 | Andrea Doria | Janov | Rivarolese | Sampierdarenese | Savona | Sestrese | Spes | Spezia |
| --------------- | ------------ | ----- | ---------- | --------------- | ------ | -------- | ---- | ------ |
| Andrea Doria    | –            | 2:0   | 3:1        | 1:0             | 2:0    | 6:1      | 2:0  | 1:1    |
| Janov           | 2:0          | –     | 2:0        | 0:1             | 2:0    | 1:1      | 5:0  | 1:0    |
| Rivarolese      | 0:2          | 0:2   | –          | 1:4             | 0:2    | 0:2      | 0:2  | 0:2    |
| Sampierdarenese | 1:4          | 0:2   | 2:0        | –               | 2:0    | 2:1      | 1:0  | 0:1    |
| Savona          | 0:0          | 2:1   | 2:0        | 2:2             | –      | 1:0      | 3:1  | 1:0    |
| Sestrese        | 1:1          | 0:3   | 2:0        | 1:1             | 1:1    | –        | 0:2  | 0:0    |
| Spes            | 1:7          | 1:1   | 2:0        | 0:1             | 1:1    | 3:1      | –    | 2:0    |
| Spezia          | 1:1          | 1:1   | 3:1        | 2:0             | 0:0    | 3:0      | 4:1  | –      |

#### Lombardie

##### Skupina A
| Poř. | Tým               | Z | V | R | P | VG | OG | B  |
| ---- | ----------------- | - | - | - | - | -- | -- | -- |
| 1.   | Inter             | 6 | 6 | 0 | 0 | 47 | 8  | 12 |
| 2.   | Casteggio         | 6 | 3 | 1 | 2 | 18 | 12 | 7  |
| 3.   | Legnanesi         | 6 | 2 | 1 | 3 | 16 | 20 | 5  |
| 4.   | Ausonia Pro Gorla | 6 | 0 | 0 | 6 | 1  | 42 | 0  |

|  | Postup do finále regionu Lombardie |

Poznámky
- Z = Odehrané zápasy; V = Vítězství; R = Remízy; P = Prohry; VG = Vstřelené góly; OG = Obdržené góly; B = Body
- za výhru 2 body, za remízu 1 bod, za prohru 0 bodů.

###### Výsledková tabulka
|           | Ausonia | Casteggio | Inter | Legnanesi |
| --------- | ------- | --------- | ----- | --------- |
| Ausonia   | –       | 1:2       | 0:14  | 0:7       |
| Casteggio | 5:0     | –         | 3:4   | 2:2       |
| Inter     | 9:0     | 5:3       | –     | 12:0      |
| Legnanesi | 5:0     | 1:3       | 2:3   | –         |

##### Skupina B
| Poř. | Tým        | Z | V | R | P | VG | OG | B  |
| ---- | ---------- | - | - | - | - | -- | -- | -- |
| 1.   | Milán      | 6 | 5 | 1 | 0 | 21 | 5  | 11 |
| 2.   | Pro Patria | 6 | 4 | 0 | 2 | 10 | 10 | 8  |
| 3.   | Cremonese  | 6 | 2 | 1 | 3 | 9  | 9  | 5  |
| 4.   | Monza      | 6 | 0 | 0 | 6 | 2  | 18 | 0  |

|  | Postup do finále regionu Lombardie |

Poznámky
- Z = Odehrané zápasy; V = Vítězství; R = Remízy; P = Prohry; VG = Vstřelené góly; OG = Obdržené góly; B = Body
- za výhru 2 body, za remízu 1 bod, za prohru 0 bodů.

###### Výsledková tabulka
|            | Cremonese | Milán | Monza | Pro Patria |
| ---------- | --------- | ----- | ----- | ---------- |
| Cremonese  | –         | 1:2   | 4:0   | 1:2        |
| Milán      | 2:2       | –     | 5:0   | 7:1        |
| Monza      | 0:1       | 1:4   | –     | 0:2        |
| Pro Patria | 3:0       | 0:1   | 2:1   | –          |

##### Skupina C
| Poř. | Tým       | Z | V | R | P | VG | OG | B  |
| ---- | --------- | - | - | - | - | -- | -- | -- |
| 1.   | Milanese  | 6 | 6 | 0 | 0 | 24 | 4  | 12 |
| 2.   | Pavia     | 6 | 4 | 0 | 2 | 11 | 6  | 8  |
| 3.   | Varese    | 6 | 1 | 0 | 5 | 5  | 15 | 2  |
| 4.   | Pro Sesto | 6 | 1 | 0 | 5 | 7  | 22 | 2  |

|  | Postup do semifinále regionu Lombardie |

Poznámky
- Z = Odehrané zápasy; V = Vítězství; R = Remízy; P = Prohry; VG = Vstřelené góly; OG = Obdržené góly; B = Body
- za výhru 2 body, za remízu 1 bod, za prohru 0 bodů.

###### Výsledková tabulka
|           | Milanese | Pavia | Pro Sesto | Varese |
| --------- | -------- | ----- | --------- | ------ |
| Milanese  | –        | 2:1   | 2:0       | 4:1    |
| Pavia     | 0:1      | –     | 2:0       | 3:0    |
| Pro Sesto | 2:12     | 2:3   | –         | 1:0    |
| Varese    | 0:3      | 1:2   | 2:1       | –      |

##### Skupina D
| Poř. | Tým     | Z | V | R | P | VG | OG | B  |
| ---- | ------- | - | - | - | - | -- | -- | -- |
| 1.   | Legnano | 6 | 4 | 2 | 0 | 17 | 3  | 10 |
| 2.   | Como    | 6 | 3 | 2 | 1 | 12 | 10 | 8  |
| 3.   | Chiasso | 6 | 1 | 1 | 4 | 6  | 14 | 3  |
| 4.   | Stelvio | 6 | 0 | 3 | 3 | 4  | 12 | 3  |

|  | Postup do semifinále regionu Lombardie |

Poznámky
- Z = Odehrané zápasy; V = Vítězství; R = Remízy; P = Prohry; VG = Vstřelené góly; OG = Obdržené góly; B = Body
- za výhru 2 body, za remízu 1 bod, za prohru 0 bodů.

###### Výsledková tabulka
|         | Chiasso | Como | Legnano | Stelvio |
| ------- | ------- | ---- | ------- | ------- |
| Chiasso | –       | 0:3  | 0:4     | 3:0     |
| Como    | 3:0     | –    | 1:1     | 3:0     |
| Legnano | 3:1     | 5:0  | –       | 3:0     |
| Stelvio | 1:1     | 2:2  | 1:1     | –       |

##### Skupina E
| Poř. | Tým      | Z | V | R | P | VG | OG | B |
| ---- | -------- | - | - | - | - | -- | -- | - |
| 1.   | Saronno  | 6 | 4 | 1 | 1 | 12 | 7  | 9 |
| 2.   | Libertas | 6 | 2 | 2 | 2 | 12 | 9  | 6 |
| 3.   | Brescia  | 6 | 2 | 2 | 2 | 10 | 9  | 6 |
| 4.   | Atalanta | 6 | 1 | 1 | 4 | 6  | 15 | 3 |

|  | Postup do semifinále regionu Lombardie |

Poznámky
- Z = Odehrané zápasy; V = Vítězství; R = Remízy; P = Prohry; VG = Vstřelené góly; OG = Obdržené góly; B = Body
- za výhru 2 body, za remízu 1 bod, za prohru 0 bodů.

###### Výsledková tabulka
|          | Atalanta | Brescia | Libertas | Saronno |
| -------- | -------- | ------- | -------- | ------- |
| Atalanta | –        | 1:1     | 1:0      | 1:2     |
| Brescia  | 3:2      | –       | 1:1      | 3:1     |
| Libertas | 7:1      | 2:1     | –        | 1:4     |
| Saronno  | 2:0      | 2:1     | 1:1      | –       |

##### Skupina F
| Poř. | Tým                 | Z | V | R | P | VG | OG | B  |
| ---- | ------------------- | - | - | - | - | -- | -- | -- |
| 1.   | Trevigliese         | 6 | 5 | 0 | 1 | 13 | 7  | 10 |
| 2.   | Juventus Italia     | 6 | 4 | 0 | 2 | 16 | 9  | 8  |
| 3.   | Nazionale Lombardia | 6 | 2 | 0 | 4 | 11 | 20 | 4  |
| 4.   | Enotria             | 6 | 1 | 0 | 5 | 12 | 16 | 2  |

|  | Postup do semifinále regionu Lombardie |

Poznámky
- Z = Odehrané zápasy; V = Vítězství; R = Remízy; P = Prohry; VG = Vstřelené góly; OG = Obdržené góly; B = Body
- za výhru 2 body, za remízu 1 bod, za prohru 0 bodů.

###### Výsledková tabulka
|                 | Enotria | Juventus Italia | Naz. Lombardia | Trevigliese |
| --------------- | ------- | --------------- | -------------- | ----------- |
| Enotria         | –       | 0:1             | 6:3            | 1:2         |
| Juventus Italia | 4:2     | –               | 7:0            | 2:1         |
| Naz. Lombardia  | 3:2     | 3:1             | –              | 2:3         |
| Trevigliese     | 3:1     | 3:1             | 1:0            | –           |

##### Finálová skupina
| Poř. | Tým         | Z  | V | R | P | VG | OG | B  |
| ---- | ----------- | -- | - | - | - | -- | -- | -- |
| 1.   | Legnano     | 10 | 8 | 1 | 1 | 22 | 9  | 17 |
| 2.   | Inter       | 10 | 6 | 4 | 0 | 26 | 8  | 16 |
| 3.   | Milanese    | 10 | 5 | 1 | 4 | 15 | 14 | 11 |
| 4.   | Milán       | 10 | 3 | 2 | 5 | 14 | 11 | 8  |
| 5.   | Saronno     | 10 | 3 | 0 | 7 | 14 | 30 | 6  |
| 6.   | Trevigliese | 10 | 1 | 0 | 9 | 9  | 28 | 2  |

|  | Postup do semifinále Severní části |

Poznámky
- Z = Odehrané zápasy; V = Vítězství; R = Remízy; P = Prohry; VG = Vstřelené góly; OG = Obdržené góly; B = Body
- za výhru 2 body, za remízu 1 bod, za prohru 0 bodů.
- Klub Legnano vyhrál regionální mistrovství.

###### Výsledková tabulka
|             | Inter | Legnano | Milán | Milanese | Saronno | Trevigliese |
| ----------- | ----- | ------- | ----- | -------- | ------- | ----------- |
| Inter       | –     | 4:1     | 0:0   | 2:1      | 5:1     | 4:0         |
| Legnano     | 1:1   | –       | 1:0   | 4:0      | 4:1     | 6:2         |
| Milán       | 1:1   | 1:2     | –     | 0:1      | 2:3     | 1:0         |
| Milanese    | 2:2   | 0:1     | 1:0   | –        | 2:0     | 4:1         |
| Saronno     | 0:4   | 0:1     | 1:7   | 3:2      | –       | 5:1         |
| Trevigliese | 1:3   | 0:1     | 1:2   | 0:2      | 2:0     | –           |

#### Piemont

##### Skupina A
| Poř. | Tým       | Z  | V | R | P | VG | OG | B   |
| ---- | --------- | -- | - | - | - | -- | -- | --- |
| 1.   | Novara    | 10 | 7 | 2 | 1 | 31 | 8  | 16* |
| 2.   | Turín     | 10 | 7 | 2 | 1 | 25 | 12 | 16* |
| 3.   | Torinese  | 10 | 6 | 1 | 3 | 26 | 15 | 13  |
| 4.   | Juventus  | 10 | 4 | 3 | 3 | 27 | 14 | 11  |
| 5.   | Pastore   | 10 | 1 | 1 | 8 | 10 | 32 | 3   |
| 6.   | Carignano | 10 | 0 | 1 | 9 | 5  | 43 | 1   |

|  | Postup do semifinále Severní části         |
|  | Zápas o postup do semifinále Severní části |

Poznámky
- Z = Odehrané zápasy; V = Vítězství; R = Remízy; P = Prohry; VG = Vstřelené góly; OG = Obdržené góly; B = Body
- za výhru 2 body, za remízu 1 bod, za prohru 0 bodů.
- Kluby Novara a Turín odehráli dodatečné utkání o finále regionu Piemont.

###### Výsledková tabulka
|           | Carignano | Juventus | Novara | Pastore | Turín | Torinese |
| --------- | --------- | -------- | ------ | ------- | ----- | -------- |
| Carignano | –         | 1:5      | 0:6    | 1:2     | 1:6   | 0:5      |
| Juventus  | 7:1       | –        | 1:1    | 5:0     | 2:2   | 2:2      |
| Novara    | 4:0       | 3:0      | –      | 2:0     | 1:1   | 2:1      |
| Pastore   | 1:1       | 0:4      | 0:6    | –       | 2:4   | 1:4      |
| Turín     | 1:0       | 2:0      | 3:2    | 3:2     | –     | 3:1      |
| Torinese  | 5:0       | 2:1      | 2:4    | 3:2     | 1:0   | –        |

###### Dodatečný zápas
O prvním místo ve skupině, která dávala právo hrát finále o titul regionu Piemont.
| 13. březen 1921 | Novara | 2 – 0 | Turín | Alessandria |  |  |
|                 |        |       |       |             |  |  |
|                 |        |       |       |             |  |  |

##### Skupina B
| Poř. | Tým           | Z  | V | R | P  | VG | OG | B  |
| ---- | ------------- | -- | - | - | -- | -- | -- | -- |
| 1.   | Alessandria   | 10 | 9 | 1 | 0  | 37 | 3  | 19 |
| 2.   | Pro Vercelli  | 10 | 6 | 1 | 3  | 24 | 10 | 13 |
| 3.   | Casale        | 10 | 6 | 0 | 4  | 18 | 10 | 12 |
| 4.   | Biellese      | 10 | 5 | 1 | 4  | 16 | 18 | 11 |
| 5.   | Valenzana     | 10 | 2 | 1 | 7  | 12 | 25 | 5  |
| 6.   | Amatori Turín | 10 | 0 | 0 | 10 | 3  | 44 | 0  |

|  | Postup do semifinále Severní části         |
|  | Zápas o postup do semifinále Severní části |

Poznámky
- Z = Odehrané zápasy; V = Vítězství; R = Remízy; P = Prohry; VG = Vstřelené góly; OG = Obdržené góly; B = Body
- za výhru 2 body, za remízu 1 bod, za prohru 0 bodů.

###### Výsledková tabulka
|               | Alessandria | Amatori Turín | Biellese | Casale | Pro Vercelli | Valenzana |
| ------------- | ----------- | ------------- | -------- | ------ | ------------ | --------- |
| Alessandria   | –           | 13:0          | 2:0      | 3:1    | 1:0          | 3:0       |
| Amatori Turín | 0:2         | –             | 0:2      | 0:2    | 1:4          | 0:2       |
| Biellese      | 1:6         | 5:0           | –        | 2:1    | 2:0          | 3:1       |
| Casale        | 1:2         | 5:0           | 3:0      | –      | 2:0          | 1:0       |
| Pro Vercelli  | 0:0         | 4:0           | 6:1      | 2:0    | –            | 6:1       |
| Valenzana     | 0:5         | 3:0           | 0:0      | 1:2    | 2:3          | –         |

##### Finále regionu Piemont
Regionální finále se vůbec nekonalo. Žádné novinové články se o utkání nezmínilo a také kluby ve svých historických kronikách neevidují.

##### O 5. místo regionu Piemont

###### Výsledky
| 1. zápas 20. únor 1921 | Torinese | 0 – 0 | Casale | Vercelli |  |  |
|                        |          |       |        |          |  |  |
|                        |          |       |        |          |  |  |

| 2. zápas 20. březen 1921 | Torinese | 2 – 0 | Casale | Vercelli |  |  |
|                          |          |       |        |          |  |  |
|                          |          |       |        |          |  |  |

- Klub Torinese obsadil 5. místo v regionu Piemont a postoupil do semifinále Severní části.

#### Benátsko

##### Skupina A
| Poř. | Tým              | Z | V | R | P | VG | OG | B  |
| ---- | ---------------- | - | - | - | - | -- | -- | -- |
| 1.   | Petrarca         | 8 | 5 | 3 | 0 | 21 | 5  | 13 |
| 2.   | Bentegodi Verona | 8 | 5 | 2 | 1 | 20 | 9  | 12 |
| 3.   | Benátky          | 8 | 3 | 3 | 2 | 12 | 7  | 9  |
| 4.   | Udinese          | 8 | 1 | 3 | 4 | 10 | 20 | 5  |
| 5.   | Treviso          | 8 | 0 | 1 | 7 | 5  | 27 | 1  |

|  | Postup do finále regionu Benátsko |

Poznámky
- Z = Odehrané zápasy; V = Vítězství; R = Remízy; P = Prohry; VG = Vstřelené góly; OG = Obdržené góly; B = Body
- za výhru 2 body, za remízu 1 bod, za prohru 0 bodů.

###### Výsledková tabulka
|                  | Benátky | Bentegodi Verona | Petrarca | Treviso | Udinese |
| ---------------- | ------- | ---------------- | -------- | ------- | ------- |
| Benátky          | –       | 0:1              | 0:2      | 3:0     | 4:1     |
| Bentegodi Verona | 1:1     | –                | 2:2      | 2:1     | 5:0     |
| Petrarca         | 1:1     | 3:1              | –        | 6:0     | 4:0     |
| Treviso          | 0:2     | 1:6              | 0:2      | –       | 2:5     |
| Udinese          | 1:1     | 1:2              | 1:1      | 1:1     | –       |

##### Skupina B
| Poř. | Tým     | Z | V | R | P | VG | OG | B  |
| ---- | ------- | - | - | - | - | -- | -- | -- |
| 1.   | Verona  | 8 | 6 | 1 | 1 | 19 | 7  | 13 |
| 2.   | Padova  | 8 | 5 | 2 | 1 | 19 | 8  | 12 |
| 3.   | Vicenza | 8 | 4 | 2 | 2 | 11 | 8  | 10 |
| 4.   | Schio   | 8 | 1 | 2 | 5 | 8  | 15 | 4  |
| 5.   | Dolo    | 8 | 0 | 1 | 7 | 8  | 27 | 1  |

|  | Postup do finále regionu Benátsko |

Poznámky
- Z = Odehrané zápasy; V = Vítězství; R = Remízy; P = Prohry; VG = Vstřelené góly; OG = Obdržené góly; B = Body
- za výhru 2 body, za remízu 1 bod, za prohru 0 bodů.

###### Výsledková tabulka
|         | Dolo | Padova | Schio | Verona | Vicenza |
| ------- | ---- | ------ | ----- | ------ | ------- |
| Dolo    | –    | 1:5    | 0:0   | 3:4    | 1:2     |
| Padova  | 3:2  | –      | 4:0   | 2:0    | 1:2     |
| Schio   | 5:0  | 1:2    | –     | 0:1    | 0:0     |
| Verona  | 6:0  | 1:1    | 4:1   | –      | 1:0     |
| Vicenza | 2:1  | 1:1    | 4:1   | 0:2    | –       |

##### Finálová skupina
| Poř. | Tým              | Z | V | R | P | VG | OG | B |
| ---- | ---------------- | - | - | - | - | -- | -- | - |
| 1.   | Padova           | 6 | 3 | 2 | 1 | 10 | 5  | 8 |
| 2.   | Bentegodi Verona | 6 | 2 | 3 | 1 | 12 | 9  | 7 |
| 3.   | Verona           | 6 | 2 | 2 | 2 | 7  | 9  | 6 |
| 4.   | Petrarca         | 6 | 1 | 1 | 4 | 9  | 15 | 3 |

|  | Postup do semifinále Severní části |

Poznámky
- Z = Odehrané zápasy; V = Vítězství; R = Remízy; P = Prohry; VG = Vstřelené góly; OG = Obdržené góly; B = Body
- za výhru 2 body, za remízu 1 bod, za prohru 0 bodů.
- Klub Padova vyhrál regionální mistrovství.

###### Výsledková tabulka
|                  | Bentegodi Verona | Padova | Petrarca | Verona |
| ---------------- | ---------------- | ------ | -------- | ------ |
| Bentegodi Verona | –                | 2:2    | 4:4      | 1:2    |
| Padova           | 0:2              | –      | 3:0      | 2:1    |
| Petrarca         | 0:2              | 0:3    | –        | 3:0    |
| Verona           | 1:2              | 0:0    | 3:2      | –      |

### Semifinálové skupiny

#### Skupina A
| Poř. | Tým    | Z | V | R | P | VG | OG | B  |
| ---- | ------ | - | - | - | - | -- | -- | -- |
| 1.   | Boloňa | 6 | 4 | 2 | 0 | 13 | 4  | 10 |
| 2.   | Janov  | 6 | 2 | 3 | 1 | 9  | 8  | 7  |
| 3.   | Novara | 6 | 2 | 2 | 2 | 6  | 6  | 6  |
| 4.   | Milán  | 6 | 0 | 1 | 5 | 8  | 18 | 1  |

|  | Postup do finále Severní části |

Poznámky
- Z = Odehrané zápasy; V = Vítězství; R = Remízy; P = Prohry; VG = Vstřelené góly; OG = Obdržené góly; B = Body
- za výhru 2 body, za remízu 1 bod, za prohru 0 bodů.

##### Výsledková tabulka
|        | Boloňa | Janov | Milán | Novara |
| ------ | ------ | ----- | ----- | ------ |
| Boloňa | –      | 1:1   | 2:0   | 3:1    |
| Janov  | 1:2    | –     | 4:3   | 1:1    |
| Milán  | 1:5    | 2:2   | –     | 2:3    |
| Novara | 0:0    | 0:1   | 2:0   | –      |

#### Skupina B
| Poř. | Tým          | Z | V | R | P | VG | OG | B |
| ---- | ------------ | - | - | - | - | -- | -- | - |
| 1.   | Alessandria  | 6 | 4 | 0 | 2 | 17 | 5  | 8 |
| 2.   | Modena       | 6 | 4 | 0 | 2 | 7  | 8  | 8 |
| 3.   | Andrea Doria | 6 | 3 | 0 | 3 | 6  | 5  | 6 |
| 4.   | Milanese     | 6 | 1 | 0 | 5 | 4  | 16 | 2 |

|  | Postup do finále Severní části |

Poznámky
- Z = Odehrané zápasy; V = Vítězství; R = Remízy; P = Prohry; VG = Vstřelené góly; OG = Obdržené góly; B = Body
- za výhru 2 body, za remízu 1 bod, za prohru 0 bodů.
- o vítězi ve skupině mezi Alessandrii a Modenou se odehrál dodatečný zápas.

##### Výsledková tabulka
|              | Alessandria | Andrea Doria | Modena | Milanese |
| ------------ | ----------- | ------------ | ------ | -------- |
| Alessandria  | –           | 2:1          | 5:1    | 8:0      |
| Andrea Doria | 1:0         | –            | 2:0    | 2:1      |
| Modena       | 1:0         | 1:0          | –      | 2:1      |
| Milanese     | 1:2         | 1:0          | 0:2    | –        |

##### Dodatečný zápas
| 26. červen 1921 | Alessandria | 2 – 1 | Modena | Milán |  |  |
|                 |             |       |        |       |  |  |
|                 |             |       |        |       |  |  |

#### Skupina C
| Poř. | Tým     | Z | V | R | P | VG | OG | B |
| ---- | ------- | - | - | - | - | -- | -- | - |
| 1.   | Turín   | 6 | 4 | 0 | 2 | 13 | 10 | 8 |
| 2.   | Legnano | 6 | 4 | 0 | 2 | 10 | 8  | 8 |
| 3.   | Padova  | 6 | 2 | 0 | 4 | 9  | 11 | 4 |
| 4.   | Mantova | 6 | 2 | 0 | 4 | 8  | 11 | 4 |

|  | Postup do finále Severní části |

Poznámky
- Z = Odehrané zápasy; V = Vítězství; R = Remízy; P = Prohry; VG = Vstřelené góly; OG = Obdržené góly; B = Body
- za výhru 2 body, za remízu 1 bod, za prohru 0 bodů.
- o vítězi ve skupině mezi Turínem a Legnanem se odehrál dodatečný zápas. Ten skončil po odehraných 158 minutách. Poté se oba kluby dohodli že žádný nepostoupí do finále.

##### Výsledková tabulka
|         | Mantova | Legnano | Padova | Turín |
| ------- | ------- | ------- | ------ | ----- |
| Mantova | –       | 2:0     | 4:2    | 1:3   |
| Legnano | 3:0     | –       | 2:0    | 3:2   |
| Padova  | 2:1     | 0:1     | –      | 4:1   |
| Turín   | 1:0     | 4:1     | 2:1    | –     |

#### Skupina D
| Poř. | Tým              | Z | V | R | P | VG | OG | B  |
| ---- | ---------------- | - | - | - | - | -- | -- | -- |
| 1.   | Pro Vercelli     | 6 | 5 | 0 | 1 | 13 | 4  | 10 |
| 2.   | Torinese         | 6 | 4 | 1 | 1 | 14 | 6  | 9  |
| 3.   | Inter            | 6 | 1 | 1 | 4 | 8  | 13 | 3  |
| 4.   | Bentegodi Verona | 6 | 1 | 0 | 5 | 4  | 16 | 2  |

|  | Postup do finále Severní části |

Poznámky
- Z = Odehrané zápasy; V = Vítězství; R = Remízy; P = Prohry; VG = Vstřelené góly; OG = Obdržené góly; B = Body
- za výhru 2 body, za remízu 1 bod, za prohru 0 bodů.

##### Výsledková tabulka
|              | Bentegodi | Inter | Pro Vercelli | Torinese |
| ------------ | --------- | ----- | ------------ | -------- |
| Bentegodi    | –         | 2:0   | 0:3          | 0:1      |
| Inter        | 4:1       | –     | 0:2          | 4:4      |
| Pro Vercelli | 4:1       | 2:0   | –            | 2:0      |
| Torinese     | 4:0       | 2:0   | 3:0          | –        |

### Finále Severní části
Mělo se hrát systémem play off. Do finále postoupili týmy Boloňa, Alessandria a Pro Vercelli. Jelikož utkání mezi Turínem a Legnanem se nedokončil, byla Boloňa bez soupeře a hrál o finále Severní části.
| semifinále 26. červen 1921 | Pro Vercelli                        | 4 – 0 | Alessandria | Stadio di Corso Sebastopoli, Turín |  |  |
|                            | Gay 38', 57' Rampani 1' Rosetta 45' |       |             | Rozhodčí: Brunetti                 |  |  |
|                            |                                     |       |             |                                    |  |  |

| finále 26. červen 1921 | Pro Vercelli               | 2 – 1 prodl. | Boloňa      | Stadio di Corso Sebastopoli, Turín |  |  |
|                        | Ardizzone 56' Rampani 128' |              | 56' Alberti | Rozhodčí: Vagge                    |  |  |
|                        |                            |              |             |                                    |  |  |

Klub Pro Vercelli vyhrál Severní část a mohl se tak utkat o titul.

## Středo jižní část

### Účastníci

#### Kampánie
| Klub           | Město            | Stadion                     | Trenér           |
| -------------- | ---------------- | --------------------------- | ---------------- |
| Audacia Neapol | Neapol           | –                           | Technická komise |
| Bagnolese      | Bagnoli          | Campo Ilva                  | Technická komise |
| Inter Neapol   | Neapol           | Campo delle Terme di Agnano | Technická komise |
| Naples         | Neapol           | Campo del Poligono          | Technická komise |
| Pro Neapol     | Neapol           | Campo ILVA e Campo Pilastri | Technická komise |
| Puteolana      | Pozzuoli         | Campo Armstrong             | Luigi Lucignano  |
| Salernitana    | Salerno          | Campo di Piazza d'Armi      | Matteo Schiavone |
| Savoia         | Torre Annunziata | Campo Oncino                | Alfredo Fornari  |

#### Lazio
| Klub           | Město | Stadion                    | Trenér           |
| -------------- | ----- | -------------------------- | ---------------- |
| Audace         | Řím   | Stadio Nazionale           | Technická komise |
| Roman          | Řím   | Campo due Pini             | Technická komise |
| Fortitudo      | Řím   | Campo "Madonna del Riposo" | Technická komise |
| Juventus Audax | Řím   | Campo della Farnesina      | Technická komise |
| Lazio          | Řím   | Stadio della Rondinella    | Guido Baccani    |
| Pro Řím        | Řím   | Campo della piramide       | Technická komise |
| US Romana      | Řím   | Campo dell'Olmo            | Technická komise |
| Vittoria       | Řím   | Trastevere Stadium         | Technická komise |

#### Toskánsko
| Klub                | Město     | Stadion                         | Trenér            |
| ------------------- | --------- | ------------------------------- | ----------------- |
| Florencie           | Florencie | Prato del Quercione             | Technická komise  |
| Gerbi Pisa          | Pisa      | Campo dell'Abetone              | Technická komise  |
| Fiorentina Libertas | Florencie | Campo di via Bellini            | Technická komise  |
| Livorno             | Livorno   | Campo di Villa Chayes           | Rodolfo Gavinelli |
| Lucchese            | Lucca     | Campo di Marte                  | Technická komise  |
| Pisa                | Pisa      | Arena Garibaldi                 | József Ging       |
| Prato               | Prato     | Campo piazzale Pubblici Macelli | Technická komise  |
| Viareggio           | Viareggio | Campo di villa Rigutti          | Technická komise  |

### Kvalifikační skupiny

#### Kampánie

##### Skupina A
| Poř. | Tým         | Z | V | R | P | VG | OG | B  |
| ---- | ----------- | - | - | - | - | -- | -- | -- |
| 1.   | Puteolana   | 6 | 5 | 1 | 0 | 17 | 3  | 11 |
| 2.   | Naples      | 6 | 4 | 0 | 2 | 16 | 7  | 8  |
| 3.   | Savoia      | 6 | 2 | 1 | 3 | 7  | 19 | 5  |
| 4.   | Salernitana | 6 | 0 | 0 | 6 | 0  | 11 | 0  |

|  | Postup do finále regionu Kampánie |

Poznámky
- Z = Odehrané zápasy; V = Vítězství; R = Remízy; P = Prohry; VG = Vstřelené góly; OG = Obdržené góly; B = Body
- za výhru 2 body, za remízu 1 bod, za prohru 0 bodů.

###### Výsledková tabulka
|             | Naples | Puteolana | Salernitana | Savoia |
| ----------- | ------ | --------- | ----------- | ------ |
| Naples      | –      | 1:2       | 2:0         | 4:2    |
| Puteolana   | 3:1    | –         | 2:0         | 7:0    |
| Salernitana | 0:1    | 0:2       | –           | 0:2    |
| Savoia      | 0:7    | 1:1       | 2:0         | –      |

##### Skupina B
| Poř. | Tým            | Z | V | R | P | VG | OG | B |
| ---- | -------------- | - | - | - | - | -- | -- | - |
| 1.   | Inter Neapol   | 6 | 4 | 1 | 1 | 13 | 5  | 9 |
| 2.   | Bagnolese      | 6 | 4 | 1 | 1 | 13 | 6  | 9 |
| 3.   | Pro Neapol     | 6 | 3 | 0 | 3 | 10 | 6  | 6 |
| 4.   | Audacia Neapol | 6 | 0 | 0 | 6 | 3  | 22 | 0 |

|  | Postup do finále regionu Kampánie |

Poznámky
- Z = Odehrané zápasy; V = Vítězství; R = Remízy; P = Prohry; VG = Vstřelené góly; OG = Obdržené góly; B = Body
- za výhru 2 body, za remízu 1 bod, za prohru 0 bodů.

###### Výsledková tabulka
|              | Audacia Neapol | Bagnolese | Inter Neapol | Pro Neapol |
| ------------ | -------------- | --------- | ------------ | ---------- |
| Audacia      | –              | 0:3       | 0:6          | 1:4        |
| Bagnolese    | 4:1            | –         | 1:1          | 2:0        |
| Inter Neapol | 2:1            | 3:1       | –            | 0:2        |
| Pro Neapol   | 3:0            | 1:2       | 0:1          | –          |

##### Finálová skupina
| Poř. | Tým          | Z | V | R | P | VG | OG | B   |
| ---- | ------------ | - | - | - | - | -- | -- | --- |
| 1.   | Naples       | 6 | 3 | 1 | 2 | 9  | 7  | 7   |
| 2.   | Bagnolese    | 6 | 3 | 0 | 3 | 7  | 5  | 6   |
| 3.   | Inter Neapol | 6 | 0 | 1 | 5 | 2  | 10 | 1   |
| 4.   | Puteolana    | 6 | 5 | 0 | 1 | 11 | 7  | 10* |

|  | Postup do semifinále Středo jižní části |

Poznámky
- Z = Odehrané zápasy; V = Vítězství; R = Remízy; P = Prohry; VG = Vstřelené góly; OG = Obdržené góly; B = Body
- za výhru 2 body, za remízu 1 bod, za prohru 0 bodů.
- Klub Puteolana byl diskvalifikován a odsunut na poslední místo.
- Klub Naples vyhrál regionální mistrovství.

###### Výsledková tabulka
|              | Bagnolese | Inter Neapol | Naples | Puteolana |
| ------------ | --------- | ------------ | ------ | --------- |
| Bagnolese    | –         | 1:0          | 1:0    | 1:2       |
| Inter Neapol | 0:2       | –            | 1:2    | 1:3       |
| Naples       | 2:1       | 0:0          | –      | 2:0       |
| Puteolana    | 1:0       | 2:0          | 2:0    | –         |

#### Lazio
| Poř. | Tým            | Z  | V  | R | P  | VG | OG | B  |
| ---- | -------------- | -- | -- | - | -- | -- | -- | -- |
| 1.   | Fortitudo      | 14 | 13 | 1 | 0  | 58 | 8  | 27 |
| 2.   | Lazio          | 14 | 10 | 2 | 2  | 45 | 12 | 21 |
| 3.   | Juventus Audax | 14 | 8  | 1 | 5  | 41 | 18 | 17 |
| 4.   | Pro Řím        | 14 | 6  | 2 | 6  | 25 | 37 | 14 |
| 5.   | Audace         | 14 | 5  | 1 | 8  | 30 | 34 | 11 |
| 6.   | US Romana      | 14 | 5  | 0 | 9  | 23 | 35 | 10 |
| 7.   | Vittoria       | 14 | 2  | 3 | 9  | 12 | 44 | 7  |
| 8.   | Roman          | 14 | 1  | 2 | 11 | 13 | 59 | '4 |

|  | Postup do semifinále Středo jižní části |

Poznámky
- Z = Odehrané zápasy; V = Vítězství; R = Remízy; P = Prohry; VG = Vstřelené góly; OG = Obdržené góly; B = Body
- za výhru 2 body, za remízu 1 bod, za prohru 0 bodů.

##### Výsledková tabulka
|                | Audace | Fortitudo | Juventus Audax | Lazio | Pro Řím | Roman | Romana | Vittoria |
| -------------- | ------ | --------- | -------------- | ----- | ------- | ----- | ------ | -------- |
| Audace         | –      | 1:4       | 1:2            | 0:9   | 1:2     | 3:0   | 4:0    | 5:0      |
| Fortitudo      | 6:3    | –         | 3:0            | 1:1   | 4:2     | 11:0  | 4:0    | 4:0      |
| Juventus Audax | 2:2    | 1:3       | –              | 3:0   | 8:1     | 9:0   | 6:2    | 1:2      |
| Lazio          | 2:0    | 0:1       | 2:0            | –     | 4:0     | 6:0   | 2:1    | 6:1      |
| Pro Řím        | 4:1    | 0:6       | 1:0            | 2:5   | –       | 4:0   | 1:2    | 2:1      |
| Roman          | 1:6    | 0:1       | 1:2            | 1:5   | 3:3     | –     | 1:2    | 1:1      |
| Romana         | 0:2    | 0:5       | 0:5            | 1:2   | 1:2     | 3:1   | –      | 6:0      |
| Vittoria       | 2:1    | 0:5       | 0:2            | 1:1   | 1:1     | 3:4   | 0:5    | –        |

#### Toskánsko
| Poř. | Tým                 | Z  | V  | R | P  | VG | OG | B  |
| ---- | ------------------- | -- | -- | - | -- | -- | -- | -- |
| 1.   | Pisa                | 14 | 12 | 1 | 1  | 40 | 11 | 25 |
| 2.   | Livorno             | 14 | 11 | 2 | 1  | 50 | 11 | 24 |
| 3.   | Lucchese            | 14 | 8  | 2 | 4  | 31 | 20 | 18 |
| 4.   | Prato               | 14 | 7  | 0 | 7  | 21 | 22 | 14 |
| 5.   | Florencie           | 14 | 4  | 3 | 7  | 16 | 26 | 11 |
| 6.   | Fiorentina Libertas | 14 | 4  | 2 | 8  | 19 | 20 | 10 |
| 7.   | Viareggio           | 14 | 1  | 3 | 10 | 21 | 48 | 5  |
| 8.   | Gerbi Pisa          | 14 | 1  | 3 | 10 | 10 | 50 | 5  |

|  | Postup do semifinále Středo jižní části |

Poznámky
- Z = Odehrané zápasy; V = Vítězství; R = Remízy; P = Prohry; VG = Vstřelené góly; OG = Obdržené góly; B = Body
- za výhru 2 body, za remízu 1 bod, za prohru 0 bodů.

##### Výsledková tabulka
|                     | Florencie | Gerbi Pisa | Fiorentina Libertas | Livorno | Lucchese | Pisa | Prato | Viareggio |
| ------------------- | --------- | ---------- | ------------------- | ------- | -------- | ---- | ----- | --------- |
| Florencie           | –         | 1:1        | 1:0                 | 0:5     | 2:0      | 1:5  | 0:2   | 4:2       |
| Gerbi Pisa          | 0:3       | –          | 3:0                 | 0:5     | 2:2      | 1:4  | 1:2   | 1:1       |
| Fiorentina Libertas | 0:0       | 8:0        | –                   | 2:4     | 0:1      | 2:4  | 2:0   | 7:2       |
| Livorno             | 3:0       | 11:0       | 3:0                 | –       | 2:2      | 0:0  | 2:0   | 7:2       |
| Lucchese            | 2:0       | 3:0        | 1:0                 | 0:3     | –        | 2:5  | 3:2   | 11:1      |
| Pisa                | 3:2       | 4:0        | 2:0                 | 3:0     | 3:0      | –    | 2:0   | 2:0       |
| Prato               | 1:0       | 3:0        | 0:2                 | 0:1     | 0:2      | 2:1  | –     | 5:3       |
| Viareggio           | 2:2       | 3:1        | 1:3                 | 2:4     | 0:2      | 1:2  | 3:4   | –         |

### Semifinálové skupiny

#### Skupina A
| Poř. | Tým     | Z | V | R | P | VG | OG | B |
| ---- | ------- | - | - | - | - | -- | -- | - |
| 1.   | Livorno | 4 | 4 | 0 | 0 | 13 | 4  | 8 |
| 2.   | Naples  | 4 | 1 | 1 | 2 | 11 | 13 | 3 |
| 3.   | Lazio   | 4 | 0 | 1 | 3 | 7  | 14 | 1 |

|  | Postup do finále Středo jižní části |

Poznámky
- Z = Odehrané zápasy; V = Vítězství; R = Remízy; P = Prohry; VG = Vstřelené góly; OG = Obdržené góly; B = Body
- za výhru 2 body, za remízu 1 bod, za prohru 0 bodů.

##### Výsledková tabulka
|         | Lazio | Livorno | Naples |
| ------- | ----- | ------- | ------ |
| Lazio   | –     | 1:2     | 4:4    |
| Livorno | 4:0   | –       | 5:2    |
| Naples  | 4:2   | 1:2     | –      |

#### Skupina B
| Poř. | Tým       | Z | V | R | P | VG | OG | B |
| ---- | --------- | - | - | - | - | -- | -- | - |
| 1.   | Pisa      | 4 | 3 | 1 | 0 | 13 | 2  | 7 |
| 2.   | Fortitudo | 4 | 2 | 1 | 1 | 11 | 3  | 8 |
| 3.   | Bagnolese | 4 | 0 | 0 | 4 | 2  | 21 | 0 |

|  | Postup do finále Středo jižní části |

Poznámky
- Z = Odehrané zápasy; V = Vítězství; R = Remízy; P = Prohry; VG = Vstřelené góly; OG = Obdržené góly; B = Body
- za výhru 2 body, za remízu 1 bod, za prohru 0 bodů.

##### Výsledková tabulka
|           | Bagnolese | Fortitude | Pisa |
| --------- | --------- | --------- | ---- |
| Bagnolese | –         | 1:3       | 0:3  |
| Fortitude | 7:0       | –         | 1:2  |
| Pisa      | 8:1       | 0:0       | –    |

### Finále Středo jižní části
| semifinále 3. červenec 1921 | Pisa           | 1 – 0 | Livorno | Stadio Sterlino, Boloňa |  |  |
|                             | Tornabuoni 47' |       |         | Rozhodčí: Venegoni      |  |  |
|                             |                |       |         |                         |  |  |

Klub Pisa vyhrál Středo jižní část a mohl se tak utkat o titul.

## Mistrovský zápas
| 24. červenec 1921 | Pro Vercelli          | 2 – 1 | Pisa              | Stadium, Turín       |  |  |
| 17:17             | Ceria 39' Rampini 63' |       | 47 (pen.)' Sbrana | Rozhodčí: Bertazzoni |  |  |
|                   |                       |       |                   |                      |  |  |

## Vítěz
| Prima Categoria Vítěz pro rok 1920/21 |
| ------------------------------------- |
| FC Pro Vercelli 1892                  |
|                                       |